# Nicola Logroscino
Nicola Bonifacio Logroscino (ur. 20 października 1698 w Bitonto, zm. około 1765 w Padwie) – włoski kompozytor.

## Życiorys
W latach 1714−1727 uczył się w Conservatorio di S. Maria di Loreto w Neapolu, gdzie jego nauczycielami byli Giovanni Veneziano i Giuliano Perugino. Od 1728 do 1731 roku był organistą arcybiskupa Conzy w Avellino. Od 1731 roku działał w Neapolu jako twórca operowy. Przypuszczalnie pod koniec 1758 roku wyjechał do Palermo, gdzie był nauczycielem kontrapunktu w Ospedale dei Figliuoli Dispersi. Ostatnia informacja na jego temat pochodzi z jesieni 1765 roku, kiedy to wystawiono w Wenecji jego operę La gelosia.

## Twórczość
Był jednym z najważniejszych twórców włoskiej opery komicznej pierwszej połowy XVIII wieku. Zyskał sobie przydomek Il Dio dell’opera buffa („Bóg opery buffa”). Z jego licznego dorobku w całości zachowały się tylko dwie opery, II Governatore (wyst. Neapol 1747) i Giunio Bruto (wyst. Rzym 1748), ponadto finał 1. aktu opery Il Leandro, dwa Stabat Mater i jeden psalm. Uważany jest za twórcę tzw. finału łańcuchowego, skonstruowanej zgodnie z wymogami akcji dramatycznej rozbudowanej sceny zespołowej wieńczącej każdy akt.